# Plan de los seis años
El Plan Sexenal (1950-1955) fue el segundo - después del Plan Trienal (1947-1949) - centralizado plan soviético de la República Popular de Polonia.  Se concentró en aumentar el sector industria pesada. En 1950, el gobierno polaco estaba dominado por estalinistas de línea dura, como Hilary Minc, y los economistas liberales responsables de la creación del Plan de tres años ya no influían en la política del gobierno. El Plan Sexenal, diseñado para alinear la economía de Polonia con la economía soviética, se concentró en la industrialización pesada, con proyectos como Nowa Huta. El plan fue aceptado por el Sejm el 21 de julio de 1950. Posteriormente, fue modificado varias veces y nunca llegó a completarse por completo.
La sociedad polaca pagó un alto precio por una industrialización rápida. Los niveles de vida aunque mejores que los de la Segunda Guerra Mundial se redujeron considerablemente, se redujeron las inversiones en otros campos, como la construcción. En la agricultura, se promovió la idea de la colectivización, ante las protestas de los agricultores polacos.  El plan se diseñó según planes soviéticos similares y se basó en ciertos principios de estilo soviético, como la planificación central de la economía, la limitación de los llamados elementos capitalistas y la estrecha cooperación con otras naciones del Bloque del Este. Se construyeron nuevos distritos urbanos en las grandes ciudades, atrayendo a los residentes de pueblos superpoblados. Se construyeron nuevos distritos urbanos en las grandes ciudades, atrayendo a los residentes de pueblos superpoblados. Al mismo tiempo, sin embargo, se profundizó el equilibrio entre la oferta y la demanda.
El logro más importante del Plan Sexenal fue el rápido desarrollo de la industria pesada. Al mismo tiempo, sin embargo, otros campos de la economía polaca, como los servicios y la industria alimentaria, permanecieron intactos y sin ningún cambio, ya que todos los fondos estatales se dirigieron a la construcción de astilleros, plantas siderúrgicas, plantas químicas y fábricas de automóviles.  Entre las principales inversiones del plan se encuentran:
- Fábrica de aluminio Skawina
- Desarrollo de la planta de fibras sintéticas Stilon
- Fábrica de zapatos en Nowy Targ,
- Acería Lenin en Nowa Huta
- Acería de Varsovia
- FSO Warszawa
- FSC Lublin
- FSC Star en Starachowice
- Planta de cemento de Wierzbica

## Historia

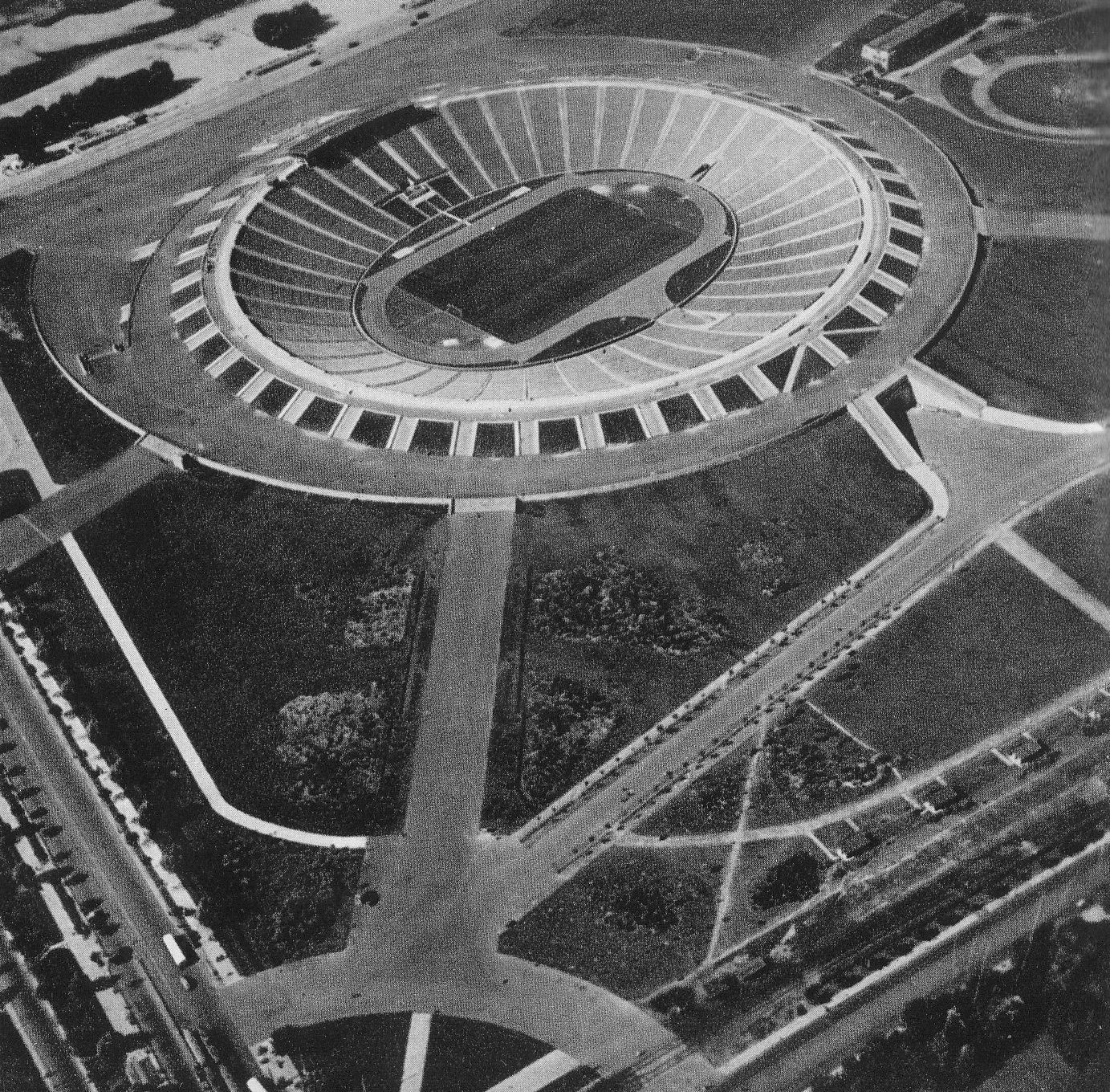
Estadio Dziesięciolecia en la década de 1960, inaugurado el 22 de julio de 1955

Las directrices para el plan se formularon en diciembre de 1948 en el Congreso de Unificación del Partido Socialista Polaco y el Partido Obrero Polaco (más tarde transformado en el 1.er Congreso de Partido Obrero Unificado Polaco).  El plan fue desarrollado por un grupo de economistas polacos con Hilary Minc al frente y como borrador se presentó en el 5.º Pleno del Comité Central del Partido de los Trabajadores Unidos de Polonia el 15 de julio de 1950.
La prioridad del plan era aumentar la Inversión y la política de industrialización intensiva del país sobre el modelo de la Unión Soviética, incluyendo principalmente el desarrollo de la industria pesada y la industria metalúrgica. La construcción insignia llevada a cabo bajo el plan de seis años fue en Nowa Huta. Según el plan, la producción industrial debía aumentar entre un 85% y un 95% y la producción agrícola entre un 35% y un 45%.

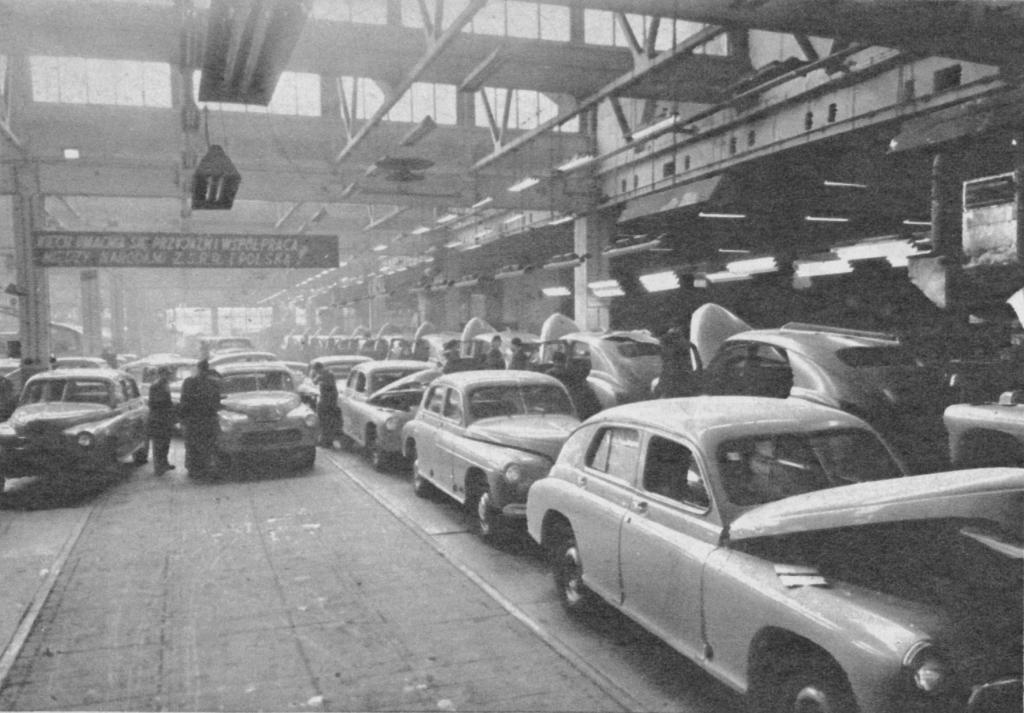
Samochody Warszawa M-20 produkowanych w fabryce FSO na Żeraniu

El precio de la industrialización intensiva fue un aumento limitado en el nivel de vida y una reducción de las inversiones en otras áreas, como la construcción vivienda. El efecto social del Plan Sexenal fue un aumento significativo en la participación de la clase trabajadora en la sociedad (incluso por la migración de la población rural a las ciudades). En agricultura se asumió el desarrollo de granjas estatales y colectivización de granjas individuales. Como parte de la implementación del plan sexenal, también se llevó a cabo el desarrollo urbano, pero su propósito era menos para mejorar las condiciones de vida y más para lograr propaganda.

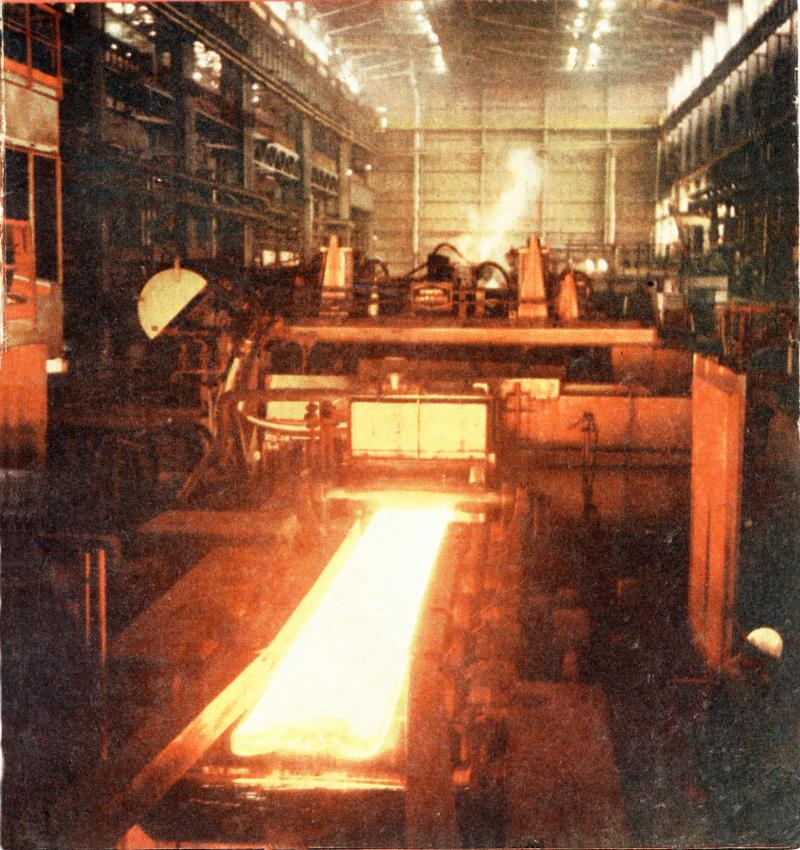
Walcownia w Nowej Hucie

En la economía, se impuso el principio de desarrollo acelerado, que consiste principalmente en una industrialización intensiva. El nuevo plan económico se desarrolló siguiendo los patrones soviéticos. Los supuestos del plan: hacerse cargo de la gestión de la economía por el estado, utilizando los recursos de materias primas y reservas mano de obra, latentes en los pueblos.
El plan suponía un importante desarrollo de la producción industrial, especialmente de los medios de producción, en agricultura la transformación de fincas individuales en granjas colectivas y logrando un aumento de la producción en un 50%. Se suponía que estrechar la cooperación con la Unión Soviética y otros países del Bloque del Este sería útil en esto. El plan también preveía la reducción y el desplazamiento de elementos capitalistas.  Se planeó construir varios cientos de plantas industriales, desarrollar la metalurgia, la minería, la industria pesada y la industria química industria. Todos estos logros anticipados iban a conducir a la construcción del socialismo.
El desarrollo de la industria pesada se convirtió en un verdadero logro del plan, pero fue en detrimento de otros sectores de la economía.  Las industrias de construcción naval, automotriz, plástica, metalúrgica y química se desarrollaron significativamente. Se establecieron grandes fábricas. También se decidió construir presas de agua en Goczałkowice-Zdrój en Vístula, gracias a lo cual Alta Silesia obtuvo acceso a agua potable.
El desarrollo de la industria provocó un gran Movimiento migratorio dentro del país: de pueblos superpoblados a ciudades, se llenaron nuevas urbanizaciones junto a lugares de trabajo (Nowa Huta).  La desproporción entre demanda y oferta se profundizó.  El 28 de octubre de 1950, se anunció un cambio de moneda.  En 1951, se anunció un préstamo interno.  En enero de 1953, se abolieron los cupones para alimentos (tarjetas de racionalización de bienes) junto con un aumento simultáneo de los precios. Se han introducido entregas obligatorias de productos agrícolas. Como parte del plan, la ciudad de Nowa Huta y la fábricas de automóviles en Varsovia y Lublin, plantas de cemento en Wierzbica, numerosas fábricas de maquinaria, astilleros en Szczecin y Gdansk, plantas químicas y los centros industriales previamente existentes se ampliaron.  Como resultado, el plan condujo a un aumento de la industria en un 250 % y de la producción agrícola en un 13 %. El plan también contribuyó a un aumento de la migración del campo a las ciudades.